# Bistorta subscaposa
Bistorta subscaposa är en slideväxtart som beskrevs av Vsevolod Alexeevič Petrov. Bistorta subscaposa ingår i släktet ormrötter, och familjen slideväxter. Inga underarter finns listade i Catalogue of Life.